# Bohdan Papiernik
Bohdan Papiernik (ur. 11 grudnia 1931 w Tomaszowie Mazowieckim, zm. 29 kwietnia 2009 w Zgierzu) – polski duchowny rzymskokatolicki, działacz Ruchu Obrony Praw Człowieka i Obywatela, twórca Ogólnopolskiego i Międzynarodowego Dziecięcego Festiwalu Piosenki i Pieśni Religijnej, proboszcz Parafii Najświętszej Eucharystii w Łodzi.

## Życiorys
W latach 1951–1955 i 1960–1962 studiował w łódzkim, diecezjalnym Wyższym Seminarium Duchownym. Święcenia diakonatu przyjął 6 maja 1962, a kapłańskie – 24 czerwca tego samego roku w Piotrkowie Trybunalskim (szafarzem sakramentu był biskup Jan Kulik). Jego pierwszą placówką była parafia św. Floriana w Sulejowie. Później był wikariuszem w Bedoniu i w łódzkich parafiach: św. Apostołów Piotra i Pawła, św. Antoniego i Serca Jezusowego na Retkini. Przygotował scholę dziecięcą, która śpiewała 13 czerwca 1987 podczas mszy św. sprawowanej przez Jana Pawła II na lotnisku Lublinek w Łodzi.
Od 1987 objął nowo erygowana parafię Najświętszej Eucharystii, gdzie w latach 1998–2007 przewodniczył budowie kościoła. Był kanonikiem honorowym Kapituły Katedralnej Łódzkiej.
W latach 1946–1948 i 1957–1960 należał do Związku Harcerstwa Polskiego. W 1967 rozpoczął na Katolickim Uniwersytecie Lubelskim studia z zakresu liturgiki. Tam poznał ks. Franciszka Blachnickiego i zaangażował się w ruch Światło-Życie. Od 1969 prowadził wakacyjne oazy rekolekcyjne dla dzieci i młodzieży w Tylce koło Krościenka nad Dunajcem. Ksiądz Franciszek Blachnicki należy do grona kilku nieżyjących już kapłanów, którzy w istotny i bardzo głęboki sposób wpłynęli na moją duchowość kapłańską – mawiał przed laty duchowny. Wspominam go też jako człowieka bardzo naturalnego i na swój sposób wesołego. Lubił żartować, choćby z jedzenia – opowiadał o założycielu ruchu Światło-Życie.
Był sygnatariuszem apelu Ruchu Obrony Praw Człowieka i Obywatela z marca 1977 i aktywnym członkiem ROPCiO. Powstanie ROPCiO było długo wyczekiwanym momentem. Ani przez moment nie wahałem się, czy podpisać deklarację ruchu. Najważniejsze były w nim idee wolnościowe – mówił w 2007 ks. Papiernik podczas konferencji z okazji 30. rocznicy powstania Ruchu. Za działalność w ROPCiO duchowny został odznaczony w 2007 przez prezydenta RP Krzyżem Kawalerskim Orderu Odrodzenia Polski. 
Ks. Papiernik zainicjował organizowany w Łodzi Ogólnopolski i Międzynarodowy Dziecięcy Festiwal Piosenki i Pieśni Religijnej, którym kierował aż do śmierci.
Dnia 29 kwietnia 2009 uległ wypadkowi samochodowemu na drodze krajowej nr 71, pomiędzy Strykowem a Zgierzem. Obrażenia doznane podczas wypadku okazały się na tyle poważne, że po kilku godzinach kapłan zmarł w zgierskim szpitalu.